# Palais Pálffy (Panská)
Das Palais Pálffy (oft mit dem Palais Pálffy in der Ventúrska ulica verwechselt; slowakisch Pálfiho palác) in der Herrengasse ist ein im spätklassizistischen Stil erbautes Palais in der Innenstadt von Bratislava am Südrand der Altstadt in der heutigen Panská-Straße nahe der Promenade dem heutigen Hviezdoslav-Platz.

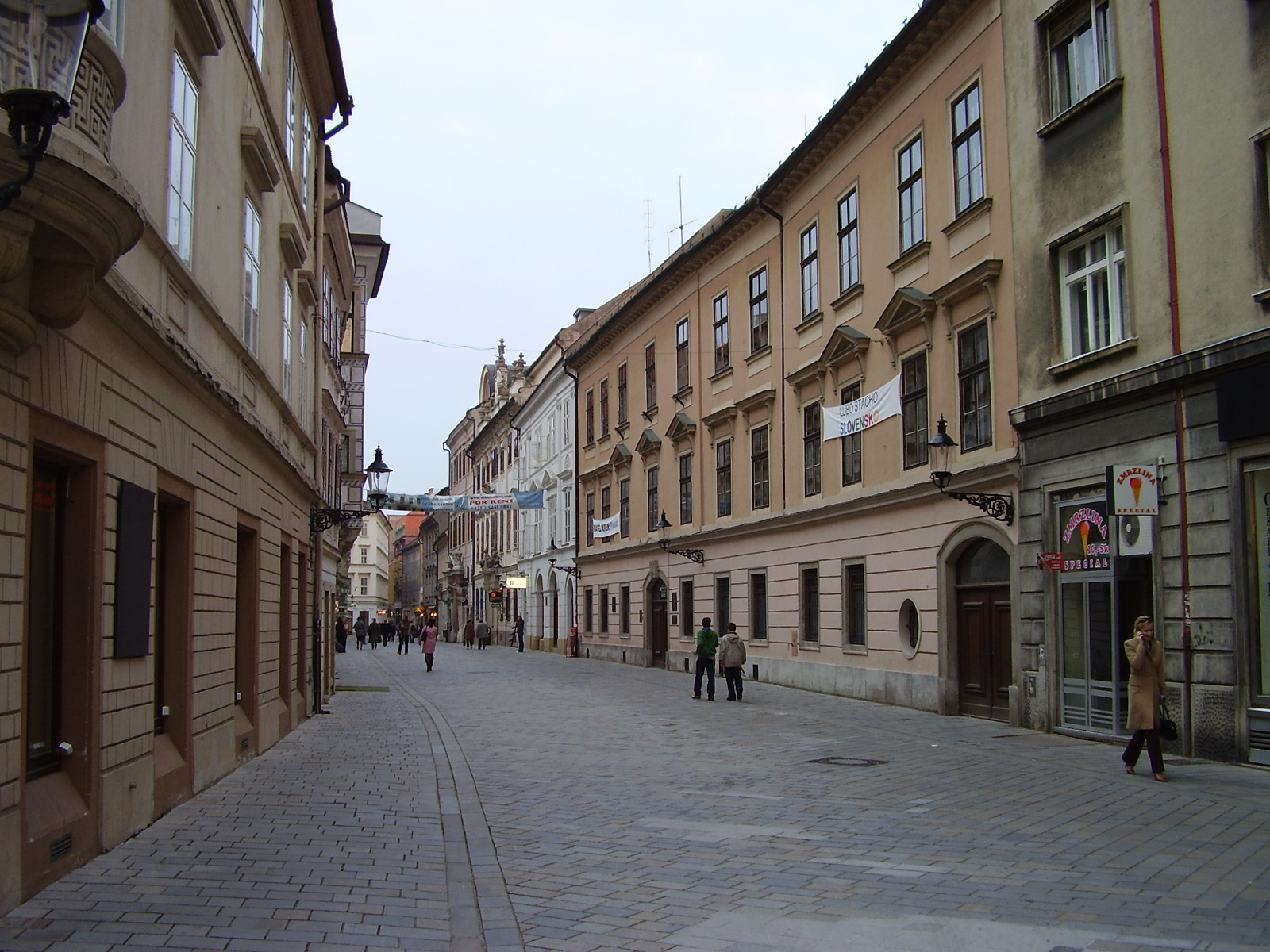
Blick auf das Palais

Am Standort des heutigen Gebäudes befand sich zuvor das Amtshaus des Komitats Pressburg. Dieses war seit 1715 im Besitz der einflussreichen Adelsfamilie Pálffy. Nachdem die Komitatsverwaltung umgezogen war, ließ Graf Johann Pálffy durch die Architekten Viktor Rumpelmayer und Friedrich Rumpelmayer 1885 ein neues Gebäude entwerfen und erbauen. Bei den von 1981 bis 1987 dauernden Renovationsarbeiten wurde das teilweise erhalten gebliebene Fundament aus dem 13. und 14. Jahrhundert entdeckt und konserviert. Seit 1988 beherbergt das Palais Johann Pálffy einen Teil der Kunstsammlung der Städtischen Galerie.